# QBS
QBS (hangul: 큐비에스) foi a subunidade japonesa do grupo feminino sul-coreano T-ara, formada pela Core Contents Media em 2013. Atualmente, a unidade consiste apenas em Qri e é considerada dissolvida após a saída das integrantes Boram e Soyeon.

## História
Em Abril de 2013, a agência do T-ara, Core Contents Media, formou o sub-grupo sul-coreano T-ara N4 consistente dos membros Eunjung, Hyomin, Jiyeon e Areum. Pouco depois, foi anunciado que o T-ara iria formar uma sub-unidade japonesa chamada QBS, formada pelos membros restantes.
O sub-grupo irá focar no mercado japonês e irá lançar seu single de lançamento "Kaze no Youni" (風のように, "Like a Wind") em 26 de Junho.

## Integrantes
- Boram (hangul: 보람), nascida Jeon Boram (hangul: 전보람) em 22 de março de 1986 (39 anos) em Jeonju, Jeolla do Norte, Coreia do Sul. Vocalista Líder e Rapper Líder.
- Qri (hangul: 큐리), nascida Lee Jihyun (hangul: 이지현) em 12 de dezembro de 1986 (38 anos) em Goyang, Gyeonggi, Coreia do Sul. Líder, Dançarina Principal, Rapper Principal, Vocalista Guia, Face e Visual.
- Soyeon (hangul: 소연), nascida Park Soyeon (hangul: 박소연) em 5 de outubro de 1987 (37 anos) em Andong, Coreia do Sul. Vocalista Principal.

## Discografia
Singles
- Like a Wind